# Rally Trophy
Rally Trophy är ett racingspel för PC som gavs ut den 20 november 2001 av JoWood Productions. Utvecklaren är den finska spelutvecklaren Bugbear Entertainment. Rally Trophy fick god kritik i spelrecensioner och har generellt höga betyg på flera webbplatser som samlar recensioner. Rally Trophy har ingen uppföljare. 
I spelet finns 42 banor fördelade på fem olika länder, Ryssland, Sverige, Finland, Schweiz och Kenya. Vädret och underlaget skiljer sig åt i de olika banorna och även länderna vilket gör att svårighetsgraden varierar kraftigt. Banornas underlag kan bestå av snö, lera eller sand. Bilskador och liknande simuleras verklighetstroget, vilket betyder att spelarens bil kan få plåtskador, krossade rutor och trasiga strålkastare. Det finns inga hjälpmedel i spelet som exempelvis antispinn eller antisladd vilket kan sätta spelaren i riskabla situationer.  
Trots spelets ålder spelas Rally Trophy av trogna fans och det finns forum och liknande för de som är intresserade av spelet

## Bilar
Allt eftersom spelaren kör i karriärläge, låser spelaren upp en specialversion, kallad "Factory car" av den bil som spelaren senast använt.  
Eftersom spelet är en historisk rally-simulering, så finns följande historiska bilar med i spelet:
- Mini Cooper 1275S
- Saab 96 V4
- Alfa Romeo Giulia GTA
- Fiat 600
- Opel Kadett
- Lancia Fulvia
- Ford Cortina,
- Ford Escort MK1 RS2000
- Volvo Amazon
- Alpine A110
- Lancia Stratos

## Modifiering av spelet
Det är fullt möjligt att modifiera spelet och dess innehåll.

## Systemkrav
- Operativsystem:  Windows 98/ME/2000 eller senare
- Processor: 300 MHz
- Minne: 64 MB
- Diskutrymme: 575 MB Free
- Grafikkortminne: 8 MB
- Ljudkort: Soundblaster Compatible
- Tangentbord och mus
- CD/DVD-läsare